# マウロ・ビアンキ
マウロ・ビアンキ（Mauro Bianchi、1937年7月31日 - ）は、イタリア生まれのレーシングドライバーである。出生時の国籍はイタリアで、後にフランスに帰化したが、レースにはベルギーのASNが発行した競技ライセンスで参戦したため、レーシングドライバーとしてはベルギー国籍として扱われる。ドライバーからの引退後は自動車技術者として名を残し、特にコントラクティブ・サスペンションの開発でその名を知られる。
元F1ドライバーのルシアン・ビアンキは兄、同じく、ジュール・ビアンキは孫である。

## 経歴
イタリア・ミラノで生まれた。父親は戦前にアルファロメオのレース部門でメカニックをしていた人物で、戦後の1950年、一家はベルギーに移住した。

### ドライバー
兄のルシアンはレーシングドライバーで、ビアンキ自身もフォーミュラ3（F3）、フォーミュラ2（F2）、スポーツカー耐久レースやラリーなど、様々なカテゴリーのレースに参戦するようになった。
ドライバーとしては、アバルト（1962年 - 1963年）、アルピーヌ（1964年 - 1968年）でワークスドライバーを務め、ル・マン24時間レースにおけるクラス優勝（1967年・P1.6クラス）など、いくつかの成果を収めた。GTカーにおいては、1960年代初めにアバルトで3度の世界タイトルを獲得した。
そうした実績もあるものの、ビアンキはレースドライバーとしてよりもテストドライバーとして優秀で、かつ開発者としての能力も持っていたため、特にアルピーヌにおいて大きな貢献を果たすことになる。

#### 初期
1960年にクーパー・クライマックスでフォーミュラ2（F2）に参戦し、翌年にはフォーミュラ1（F1）の非選手権レースであるモデナグランプリにも参戦した。
1962年から1963年にかけてアバルトにワークスドライバーとして加わり、いくつかの耐久レースやラリーに参戦した。

#### アルピーヌ

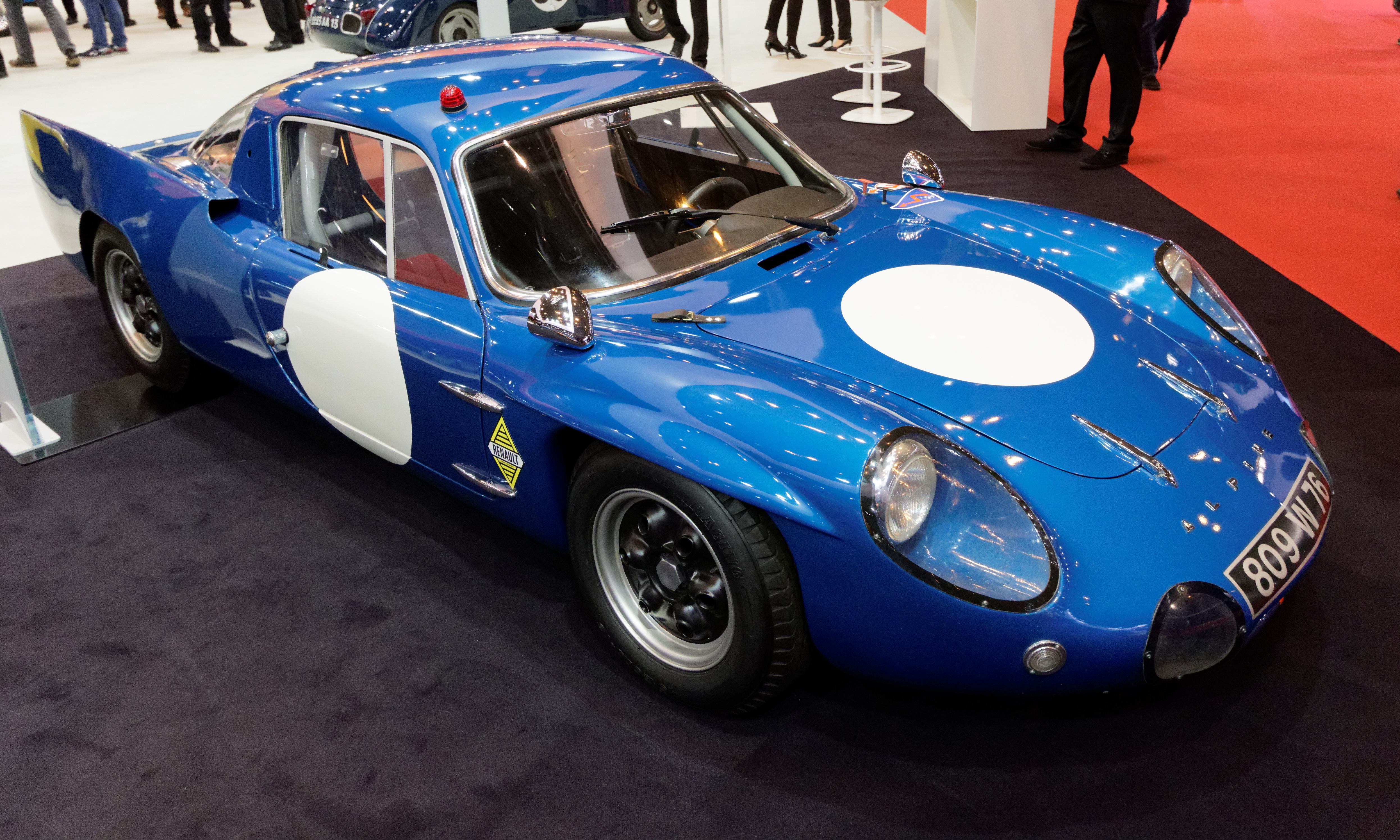
アルピーヌ・M65（1965年）

1955年に設立されたアルピーヌは、ルノーの車両やゴルディーニのエンジンを用いてレースをしており、1963年にルノーのレース部門として正式に認められることになった。ビアンキは1964年に「アルピーヌ・ルノー」に加入し、その草創期のワークスドライバーの一人となった。
ビアンキが最初に任されたのは、同社で開発中だった1100 ㏄仕様のA110試作車の性能試験で、その後、M64をはじめとするA210の試作車を駆って、ル・マンなどのスポーツカーレースや、ラリーへの参戦を各地で行った。
当時のアルピーヌの車両は小排気量だったため、より大排気量の車両が参戦しているル・マンのようなレースで総合優勝を争うような位置にはいなかった。そんな中でも、1966年にマカオグランプリで、1.3リッターのアルピーヌ・M65を駆って参戦したビアンキは、2リッターのポルシェ・906（カレラ6）を駆った滝進太郎らを破って優勝した。
フォーミュラカーにおいては、アルピーヌ（ルノー）にとってシングルシーターによる最初のレースである1964年ポーグランプリで参戦した一人となった。
1968年にはアルピーヌがフォーミュラ1（F1）に参戦するために開発した「A350」のテストドライバーを務めた。アルピーヌは同年7月のフランスGPからF1に参戦することを計画し、ビアンキはレースにおいてもドライバーに起用される予定だったと言われていたが、アルピーヌのF1進出自体が中止となったため、これは実現しなかった。

#### 引退に至る経緯

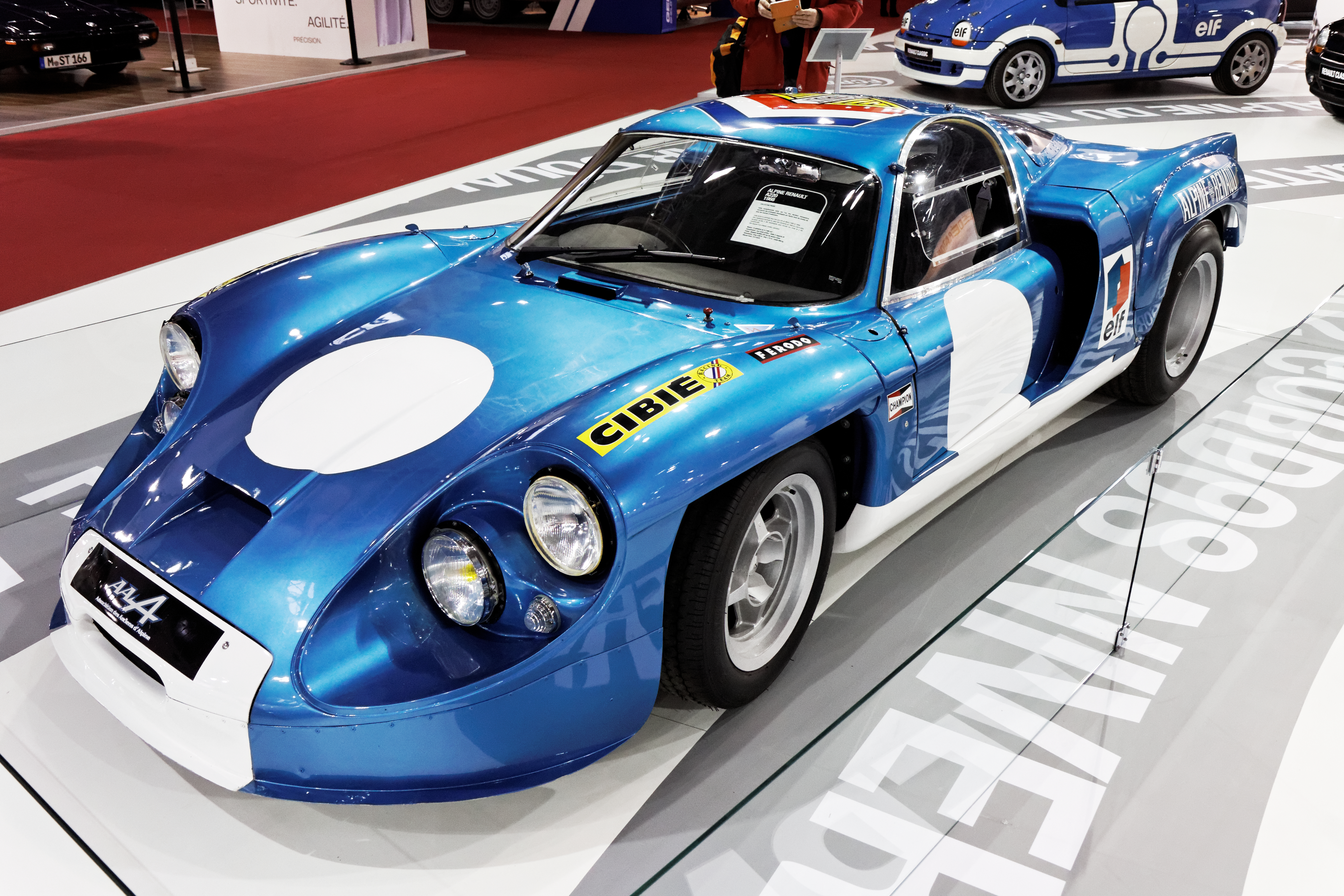
アルピーヌ・A220（1968年）

1968年9月のル・マン24時間レースで、アルピーヌは、この年からは総合優勝を狙うべく、3リッター化したA220を投入した。同車を駆ったビアンキは、レース終了まで残り3時間余りという時点（午前11時40分頃）で、アルピーヌ勢ではトップとなる6番手を走行していた。この時点でブレーキに不具合を来たしつつあることには気づいていたが、ピットアウト直後の混乱で動作確認を怠ったこともあって、ブレーキが作動しなくなっていることに気付かないままコース序盤のテルトル・ルージュに進入して曲がり切れず、コース脇の立ち木に激突した。一命をとりとめはしたものの、この事故により車両が炎上したことで、ビアンキは顔と手に火傷を負った。
その後、ビアンキは復帰を目指したが、翌1969年3月、ビアンキも参加していたルマン・テストデイで、兄ルシアンが事故死してしまう。
自身と兄に相次いだ事故により、ビアンキはドライバーから引退することを決断し、一族全員にもレースを禁じた。

### ビアンキ家のその後
兄の事故死と自身のドライバー引退に際して、ビアンキは自身の息子フィリップにも、将来に渡って、レースに参戦することを禁じた。フィリップは、成人後にマルセイユ近郊でカート場を経営するという形でレースとのつながりを維持したものの、その後も父の言いつけを守り続け、自身がレースに参戦することはしなかった。
しかし、フィリップの息子で、ビアンキの孫のジュール（1989年生）はレーシングドライバーを志し、やがて、F1までステップアップを果たした。そして、ジュールは2014年日本GP中の事故により翌年に死去し、ビアンキは孫の葬儀に参列することになった。

### ドライバー引退後

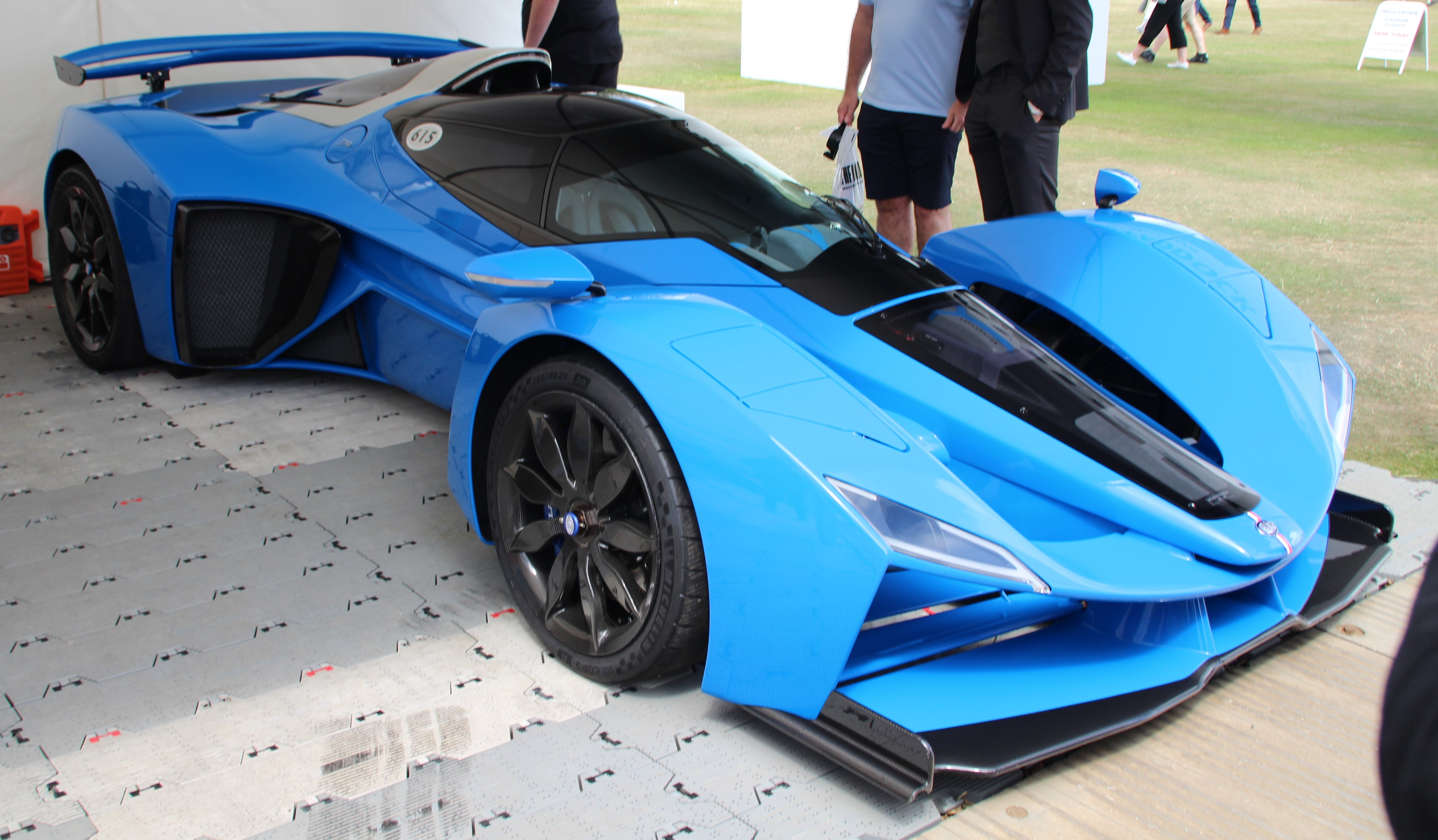
ドラージュ・D12（2019年）

ビアンキ本人は、ドライバーから引退した後もアルピーヌに留まり、1969年のル・マン24時間レースではアルピーヌのチームマネージャーを務め、1976年までは同社のテスト部門の指揮を執った。
アルピーヌからも去った後、ビアンキはマウロ・ビアンキ社（SA Mauro Bianchi）の名でエンジニアリング事業を興し、自身が考案したサスペンションでいくつかの特許を取得した。
1980年代にヴェンチュリに関与したほか、ビアンキが考案したコントラクティブ・サスペンション（Contractive suspension）は、1990年代半ばのマクラーレン・F1（GT1仕様）や、1998年のマクラーレン・MP4-13、1999年のMP4-14でも用いられたという。このサスペンションは2000年代前半にはスクーデリア・フェラーリでも採用され、マクラーレンと同様、F1車両で使用された。
コントラクティブ・サスペンションはレーシングカーで用いられていたが、ビアンキは2019年にドラージュに関与し、公道用の高性能車として開発されていたドラージュ・D12向けにこのサスペンションの再設計を行った。

## レース戦績

### ル・マン24時間
| 年      | チーム                 | コ・ドライバー       | 車両                       | クラス | 周回 | 順位 | クラス 順位 |
| ------- | ---------------------- | -------------------- | -------------------------- | ------ | ---- | ---- | ----------- |
| 1962年  | アバルト               | ヘルベルト・デメツ   | フィアット・アバルト・700S | E 850  | 12   | DNF  | DNF         |
| 1964年  | アルピーヌ             | ジャン・ヴィナティエ | アルピーヌ・M64            | P 1.15 | 230  | NC   | NC          |
| 1965年  | アルピーヌ             | アンリ・グランシール | アルピーヌ・M65            | P 1.3  | 32   | DNF  | DNF         |
| 1966年  | アルピーヌ             | ジャン・ヴィナティエ | アルピーヌ・A210           | P 1.3  | 306  | 14位 | 4位         |
| 1967年  | アルピーヌ             | ジャン・ヴィナティエ | アルピーヌ・A210           | P 1.6  | 311  | 13位 | 1位         |
| 1968年  | Ecurie Savin-Calberson | パトリック・デパイユ | アルピーヌ・A220           | P 3.0  | 257  | DNF  | DNF         |
| Source: |                        |                      |                            |        |      |      |             |